# 胡先骕
胡先骕（1894年5月24日—1968年7月16日），字步曾，號懺庵，江西省新建县人，出身官宦世家。曾祖父为晚清名臣胡家玉。植物学家、教育家、文化学者、诗人。中国植物分类学奠基人、中国近代生物学开创人之一，中国现代文学批评开创者之一。
1921年，与刘伯明、梅光迪、吴宓等发起成立綜合性人文学術刊物《学衡》，致力于维护中国文化，发展国学。对新青年派打倒中国文化、推崇西方文化的观点不以为然。
1955年，对于当时苏联流行的李森科获得性遗传理论，胡先骕在《植物分类学简编》一书中公开表示批评。与谈家桢等主张发展基于基因的孟德尔-摩尔根遗传学。其未能当选为中科院学部委员据称是由于他对李森科理论的批评态度；另有观点认为是由于他在1949年之前所持的政治立场。

## 生平
- 1894年5月24日（阴历四月二十），生于江西省南昌系马桩祖屋。祖籍江西新建，联圩乡治坪洲中胡村人[8]。
- 1906－1909年　在南昌府洪都中学堂就读。
- 1909－1912年　京师大学堂预科学习。
- 1913－1916年　美国加利福尼亚大学农学院学习，获植物学学士学位。
- 1916－1918年　任江西省庐山森林局副局长，又调任江西省政府实业厅技术员。
- 1918－1923年　任南京高等师范学校（国立东南大学）农科教授；1921年与秉志创办东南大学生物系，兼生物系主任；1922年，与秉志、杨杏佛创办中国科学社生物研究所。
- 1923－1925年　在美国哈佛大学阿诺德树木园学习，获博士学位[9]。
- 1926－1928年　辞东南大学教职，任中国科学社生物研究所专职研究。
- 1928年　与秉志等在北京创办了静生生物调查所（中国科学院动物研究所和植物研究所的前身）。
- 1928－1932年　任静生生物调查所植物部主任。长期主持编辑《静生生物调查所汇报》。 兼北京大学和北京师范大学生物学系教授。
- 1932－1940年　任静生生物调查所所长。兼北京大学、北京师范大学生物学系教授。1934年发起中国植物学会，为中国植物学会第一任会长。 1934年创建庐山森林植物园、1938年创建云南农林植物研究所（中国科学院昆明植物研究所的前身）。
- 1940－1944年　任国立中正大学首任校长。
- 1945－1949年　任静生生物调查所所长。1948年与国立中央大学郑万钧教授发表“活化石”水杉[註 1]，引起了各国植物学家的关注。1948年当选中央研究院第一屆院士。
- 1950－1968年　任中国科学院植物分类研究所、植物研究所研究员。
- 文革爆发后，1968年5月，胡先驌遭中科院植物所通知“停发工资”，并被勒令身批国民党党旗，将平生所藏书籍、字画运送至单位。在屡遭批斗、折磨之后，1968年7月16日，胡先骕于家中突發心肌梗塞，就此辭世；他去世的当日，曾遭单位通知次日赴单位继续接受批斗。[10][11][12][13]
- 1979年   被平反。1979年5月15日，在八宝山革命公墓大礼堂举行胡先骕追悼会。
- 1984年7月10日  骨灰安葬于庐山植物园的松柏区水杉林内。胡先骕的墓地。[14]

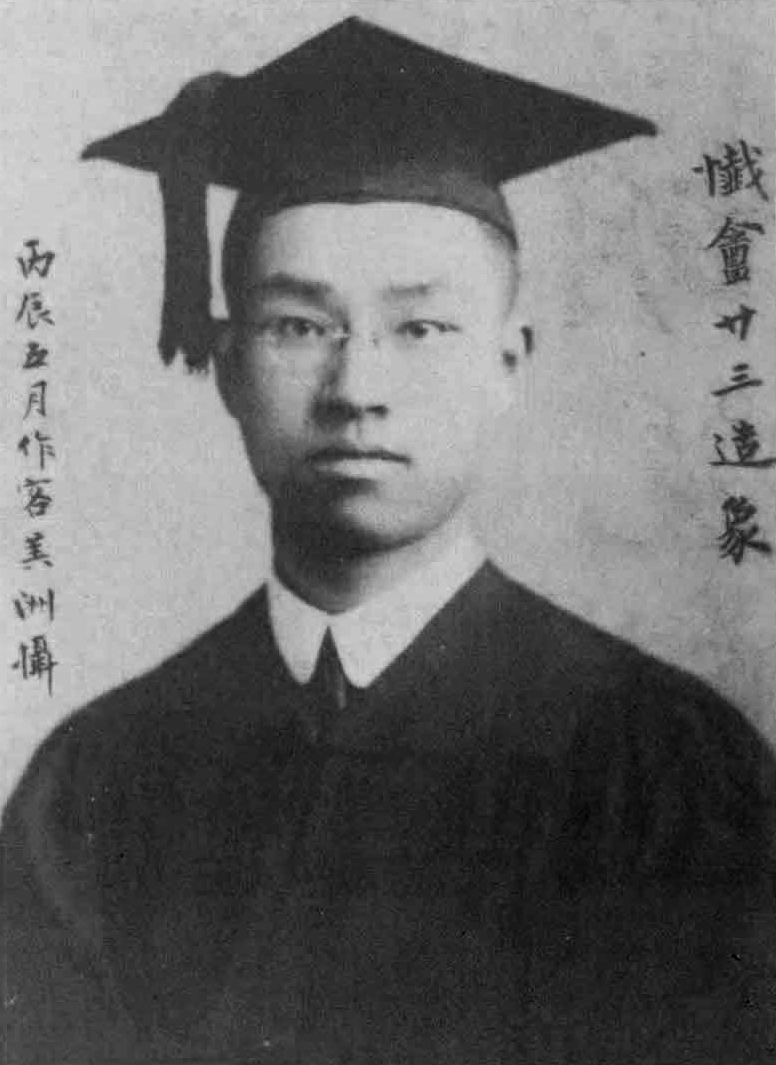
胡先骕1916年在美国加州伯克莱大学获得植物学硕士
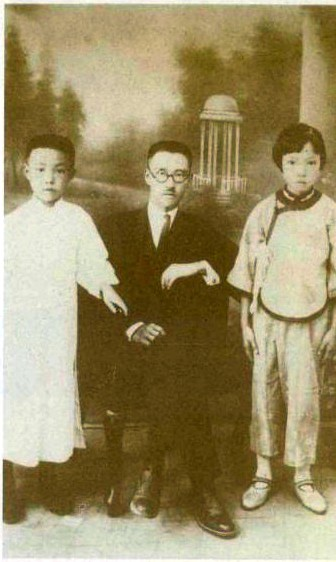
胡先驌院士於1928年夏攜長女昭文，長子德熙合影於南京
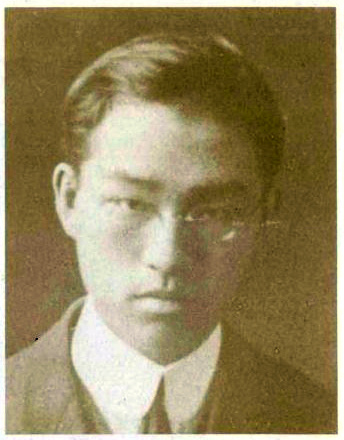
胡先驌院士1913年負笈美國加州伯克萊大學留影
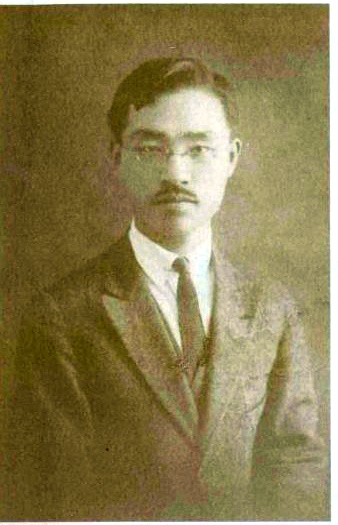
胡先驌院士1923年任國立東南大學生物學系主任時，赴美入哈佛大學攻讀植物分類學，於1925年獲得博士學位
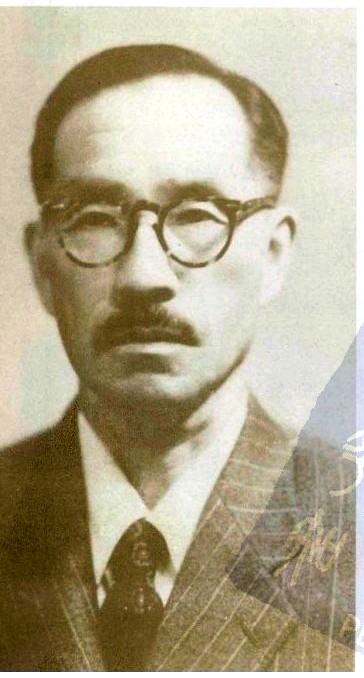
胡先驌院士1962年攝於北京，時年六十八，此為其憂患餘生之最後留影
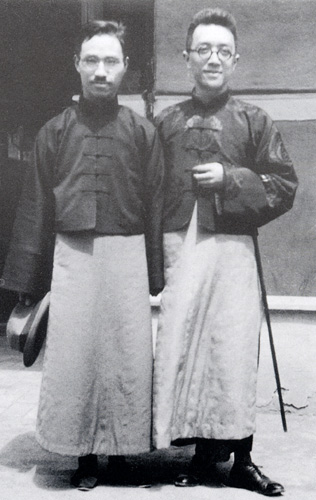
胡先骕（左）与胡适，1925年于上海。胡适在照片背面题写“两个反对的朋友”
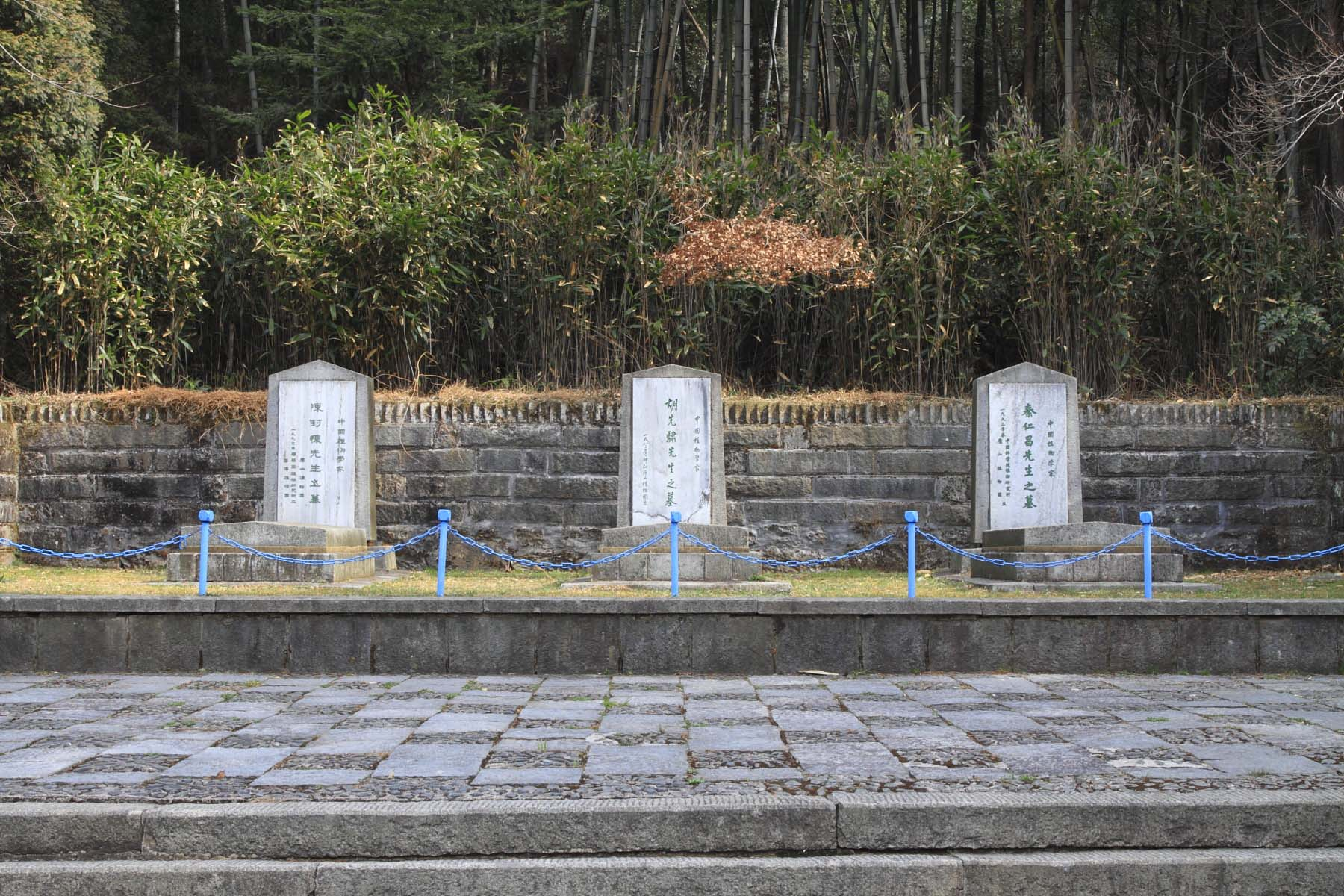
庐山植物园内的三老墓，左为陈封怀墓，中为胡先骕墓，右为秦仁昌墓

## 主要著作
- 《高等植物学》（与邹秉文、钱崇漱合著）
- 《中国植物图谱》（1-5卷，与陈焕镛合著）
- 《中国蕨类植物图谱》（第2卷，与秦仁昌合著）（NLC 001108084）
- 《中国森林树木图志》（第2卷）
- 《种子植物分类学讲义》（NLC 001035172）
- 《植物分类学简编》（NLC 001115578）
- 《经济植物学》（NLC 001045590）
- 《经济植物手册》
- 《国产牧草植物》
- 《胡先骕全集》[16]

## 评价
- 毛泽东于1956年：“这个人是很顽固的，他是中国生物学界的老祖宗。年纪七八十了。他赞成文言文，反对白话文。”（《毛泽东传》（1949―1976）》）

## 延伸阅读
[在维基数据编辑]
 《游美同學錄·胡先驌》，出自《游美同學錄》
 在维基共享资源阅览影像